# ジェファーソン郡 (ジョージア州)

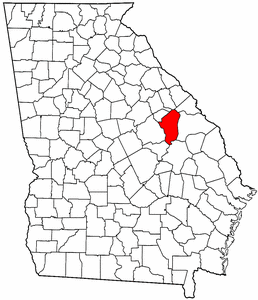

ジェファーソン郡（Jefferson County）は、アメリカ合衆国ジョージア州にある郡である。人口は1万6110人（2015年推計）。郡庁所在地はルイスビルである。

## 地理
アメリカ合衆国統計局によると、この郡は総面積1,372 km2 (530 mi2) である。このうち1,367 km2 (528 mi2) が陸地で5 km2 (2 mi2) が水域である。総面積の0.36%が水域となっている。

## 人口動勢
2000年現在の国勢調査で、この郡は人口17,266人、6,339世帯、及び4,545家族が暮らしている。人口密度は13/km2 (33/mi2) である。5/km2 (14/mi2) の平均的な密度に7,221軒の住宅が建っている。この郡の人種的な構成は白人42.09%、アフリカン・アメリカン56.28%、先住民0.12%、アジア0.16%、太平洋諸島系0.01%、その他の人種0.83%、及び混血0.52%である。ここの人口の1.50%はヒスパニックまたはラテン系である。
この郡内の住民は28.40%が18歳未満の未成年、18歳以上24歳以下が9.00%、25歳以上44歳以下が27.10%、45歳以上64歳以下が21.90%、及び65歳以上が13.70%にわたっている。中央値年齢は35歳である。女性100人ごとに対して男性は88.90人である。18歳以上の女性100人ごとに対して男性は84.40人である。
この郡内の世帯ごとの平均的な収入は26,120米ドルであり、家族ごとの平均的な収入は31,380米ドルである。男性は27,649米ドルに対して女性は18,686米ドルの平均的な収入がある。この郡の一人当たりの収入 (per capita income) は13,491米ドルである。人口の23.00%及び家族の19.30%は貧困線以下である。全人口のうち18歳未満の28.90%及び65歳以上の28.80%は貧困線以下の生活を送っている。

## 都市及び町
- Avera
- Bartow
- ルイスビル
- Stapleton
- Wadley
- Wrens